# 内礼司
内礼司（ないらいし）は、日本の律令制において中務省に属する機関の一つである。

## 職掌
内礼司は宮中の礼儀をただし､非違を検察することが職掌であった。非違検察を行うために伴部として主礼（しゅらい）六名が置かれた。主礼は伴部のなかでもっとも品官（ほんかん）に近い存在であった。非違があれば中務省を通して関係諸機関に摘発を伝えた。（奏弾）宮中における特別警察的な存在であるが裁判権は他の機関と同じく､組織内部の軽罪を裁く程度しか持っていない。類似の機関に弾正台があるがこれは宮外を検察した。このように「内」と｢外｣が対になっている機関は他に大膳職と内膳司､内薬司と典薬寮､内兵庫と左右兵庫、内掃部司と掃部司､衛府などがある。内礼司は大同3年（806年）弾正台に併合された。

## 職員
- 正（正六位下相当）　一名
- 佑（正八位上相当）　一名
- 令史（大初位下相当）一名

- 使部
- 直丁

- 主礼　六名